# Bezzia dividua
Bezzia dividua är en tvåvingeart som beskrevs av Tokunaga 1966. Bezzia dividua ingår i släktet Bezzia och familjen svidknott. Inga underarter finns listade i Catalogue of Life.